# Ризли, Генри, 3-й граф Саутгемптон
Генри Ризли, 3-й граф Саутгемптон (англ. Henry Wriothesley, 3rd Earl of Southampton; 6 октября 1573, Мидхерст, Западный Суссекс — 10 ноября 1624[…], Берген-оп-Зом, Северный Брабант) — английский аристократ, участник заговора графа Эссекса, один из предполагаемых покровителей Уильяма Шекспира и адресатов сонетов Шекспира.

## Биография
Единственный сын Генри Ризли, 2-го графа Саутгемптона (ум. 1581), и его жены Мэри Браун, дочери 1-го виконта Монтегю. Имел двух старших сестер, Джейн и Мэри, первая из которых умерла во младенчестве. Родился в имении деда Каудрей-Хаузе (графство Суссекс). В возрасте 8 лет потерял отца. Его опекуном был назначен Уильям Сесил, лорд Бёрли, в доме которого, по всей видимости, мальчик жил до начала обучения в университете. Поскольку родственники Саутгемптона с материнской и отцовской стороны исповедовали католическую веру, они считались не вполне благонадежными воспитателями. Так, восьмилетний граф категорически отказался слушать протестантскую службу, когда фаворит королевы, граф Лестер, прибыл уладить дела покойного отца мальчика. Впоследствии Саутгемптон никогда не проявлял фанатизма в религиозных делах.
Поступил в Кембридж (колледж Святого Иоанна) в 1585 году. В 1589 году Саутгемптону была присвоена степень магистра искусств. Продолжил обучение в школе барристеров Грейс-Инн. В семнадцать лет представлен ко двору, где стал другом Роберта, графа Эссекса. Покровительствовал поэтам и писателям: первое посвящение ему было сделано в 1591 году, когда графу едва исполнилось 18 лет; затем последовали посвящения Шекспира («Венеры и Адониса» в 1593 году и «Обесчещенной Лукреции» в 1594 году), Томаса Нэша (роман «Злосчастный путешественник, или Жизнь Джека Уилтона», 1593 год) ; Т. Уилсона (рукописный перевод пасторального романа де Монтемайора «Диана», 1596 год), Джона Флорио (итало-английский словарь «Мир слов», 1596—1598 гг.), У. Бертона (английский перевод греческого романа Ахилла Татия «Клитофонт и Левкиппа», 1597 год) и несколько других посвящений.
В 1596 году Саутгемптон просил королеву о разрешении участвовать в экспедиции в Кадис, однако ему было в этом отказано. Однако в следующем, 1597 году, заручившись поддержкой Государственного секретаря сэра Роберта Сесила (сына своего бывшего опекуна), добился разрешения на участие в экспедиции на Азорские острова. В 1598 году получил разрешение королевы в течение двух лет путешествовать по Европе и отправился в Париж вместе со свитой сэра Роберта Сесила, отправленного с посольством к Генриху IV. Однако вскоре стало известно, что любовница Саутгемптона, фрейлина королевы и кузина графа Эссекса Элизабет Вернон, ждёт от него ребёнка. Граф тайно вернулся в Лондон на четыре дня, где поспешно заключил брак. Об этом быстро стало известно. Королева пришла в ярость: она не терпела, когда представители аристократических родов и её фрейлины вступали в брак без её согласия. Елизавета потребовала, чтобы Саутгемптон снова вернулся в Лондон, чтобы наказать его. Тот пытался противиться, но неудачно, и в ноябре 1598 года прибыл в Лондон, где был на некоторое время заключен в тюрьму Флит. Его жена также провела некоторое время в заточении.
В 1599 году Саутгемптон воевал в Ирландии. Принимал активное участие в заговоре Эссекса в феврале 1601 года. Был приговорён к смертной казни, заменённой на тюремное заключение, которое отбывал в Тауэре до восшествия на престол Якова I Стюарта в 1603 году.
Как многие аристократы того времени, Саутгемптон увлекался театром. «Милорд Саутгемптон и милорд Ратленд»,— писал Роланд Уайт сэру Роберту Сидни в 1599 году, — «Не кажут глаз ко двору… Они убивают время в Лондоне, день за днем сидя в театре».

## Предполагаемый адресат сонетов Шекспира
В 1609 году издатель Томас Торп опубликовал сонеты Шекспира, прибавив к ним посвящение:
Тому единственному, кому обязаны эти сонеты своим появлением, господину W. H., счастья и вечной жизни, которую обещал ему наш бессмертный поэт, желает тот, кто рискнул выпустить их в свет. (Перевод А. А. Аникста)
Некоторые биографы склонны считать, что посвящение исходит от самого Шекспира, другие — что сонеты опубликованы без ведома автора. Под инициалами W. H. по разным мнениям спрятано имя либо Уильяма Герберта, графа Пембрука (инициалы совпадают полностью), либо Генри Ризли, графа Саутгемптона (инициалы переставлены), либо Уильяма Хетклифа (выпускника Грейс-Инн), либо актёра Уилла Хьюза (версия Оскара Уайльда). Сторонники версии Саутгемптона указывают на то, что знакомство с ним Шекспира датируется 1593 или 1594 годами — вероятным временем появления первых сонетов. Сонеты, где старший друг торопит молодого человека с женитьбой, могли быть заказаны Шекспиру родственниками графа в ту пору, когда в жёны Саутгемптону прочили Элизабет де Вир, внучку его опекуна. Сторонники версии, что Шекспир — это граф Ратленд, считают, что адресатом сонетов был Уильям Герберт, родственник Ратленда, который и передал сонеты в печать в 1609 году.

## Память
- В 1613 году Томас Баттон открыл новую землю в Гудзоновом заливе и назвал её в честь графа Генри Саутгемптона.

## В кино
- Аноним / Anonymous (2011; Великобритания, Германия, США) режиссёр Роланд Эммерих, в роли Генри Тимо Хубер (в детстве), Ксавьер Сэмюэл (в молодости).
- Елизавета I / Elizabeth I (2005; Великобритания, США) режиссёр Том Хупер, в роли Генри Эдди Редмэйн.
- Чистая правда / All Is True (2018; Великобритания) режиссёр Кеннет Брана, в роли Генри Иэн Маккеллен